# Mandator
Le mandator (en grec : μανδάτωρ) dérive du latin signifiant messager. C'est un poste subalterne de l'Empire byzantin médiéval.

## Histoire et fonctions
Les mandatores sont un corps de messagers agissant pour des missions spéciales et rattachés aux bureaux de tous les fonctionnaires militaires et civils d'importance tels que les stratèges, les commandants de tagmata, les logothètes ou autres. Ce corps de messagers est dirigé par un prōtomandatōr (en grec : πρωτομανδάτωρ soit le premier messager),.
Les mandatores doivent être distingués de la dignité honorifique de basilikos mandator (βασιλικός μανδάτωρ ce qui signifie messager impérial). C'est un titre les moins élevés de la cour byzantine (le quatrième en partant de la fin entre ceux de vestētōr et de kandidatos). Selon le Klētorologion de 899, l'insigne du corps est une baguette rouge. L'ensemble des titres de rang peu élevé est rassemblé sous la désignation de basilikoi anthrōpoi (les hommes de l'empereur) et est dirigé par un fonctionnaire particulier possédant le titre de prōtospathaire tōn basilikōn.
Les simples mandatores ainsi que les basilikoi mandatores autant que les prōtomandatores sont attestés du VIIe au XIe siècle. Ils semblent avoir disparu ensuite. Rodolphe Guilland suggère l'idée qu'ils ont été remplacés par les tzaousioi,.